# 泛阿拉伯主义

阿拉伯国家

泛阿拉伯主义是一种旨在统一阿拉伯世界的政治运动。它与阿拉伯民族主义有紧密联系，该思潮认为阿拉伯人应该组建一个单一民族国家。此运动在20世纪60年代达到高峰。泛阿拉伯主义逐渐趋向世俗化和社会主义，强烈反对殖民主义和西方对阿拉伯世界的政治介入。它寻求组建联盟来抵御外力干扰，加强经济合作。泛阿拉伯主义是一种阿拉伯民族主义。